# Савельевский (Воронежская область)
Савельевский — посёлок в Грибановском районе Воронежской области.
Входит в состав Калиновского сельского поселения.

## География

### Улицы
- ул. Центральная.